# Marcus Aurelius lovas szobra
Marcus Aurelius lovas szobra egy ókori monumentális bronzszobor Rómában, a Piazza Campidoglión.

## Története
Eredetileg a lateráni palota előtti téren állt. Fennmaradását annak köszönheti, hogy I. Constantinus szobrának hitték, akinek fontos szerepe volt a kereszténység elismerésében és elterjedésében. 1558-ban került át a Piazza Campidoglióra a tér tervezőjének, Michelangelónak köszönhetően. A szobor alapzatát is ő tervezte. Felújítása után aztán az eredeti szobor a Palazzo Nuovo épületébe került, a téren most a másolata áll. A lovas szobrot, amely a reneszánsz lovas szobrainak példaképévé vált, eredetileg arany borította. A legendák szerint, ha egyszer megint arany borítja, megszólal a paripa két füle között magasba emelkedő sörényrész, és az utolsó ítélet napjának megérkeztét hirdeti. A ló felemelt lábai alatt egy legyőzött barbár szobra feküdt eredetileg figyelmeztetésként, hogy Róma uralma ellen fellázadni nem érdemes.